# Ass-Blaster
De Ass-Blaster (Caederus mexicana combustus) is een fictief wezen uit de Tremors reeks. Ze komen voor in Tremors 3: Back to Perfection, Tremors 5: Bloodlines, en een aflevering van de Tremors-televisieserie.
Ass-Blasters zijn de derde en laatste fase in de levenscyclus van de fictieve wezens uit de films. Ze transformeren uit Shriekers. Zelf leggen Ass-Blasters Graboid-eieren, waarmee de cyclus weer opnieuw begint.

## Fysieke kenmerken
Ass-Blasters lijken qua uiterlijk op grotere Shriekers, met reptielachtige vleugels. Ze hebben net als Shriekers twee poten met drie tenen. Hun poten hebben echter lange kromme klauwen. Bovendien kunnen Ass-Blasters niet zo lang en hard rennen als Shriekers.
Ass-Blasters hebben drie vleugels. Twee zitten aan de zijkant van hun lichaam en doen dienst als een zeilachtige structuur. De derde zit boven op hun rug en dient als een vin. Deze vleugels gebruiken ze om te sturen bij het vliegen en om door de lucht te zeilen.
Ass-Blasters vliegen door middel van voortstuwing met vuur. In hun lichaam vormt zich een uiterst brandbaar mengsel, dat ontstoken wordt en als vuurstraal uit hun achterwerk komt. Deze vuurstraal lanceert een Ass-Blaster de lucht in, waarna hij zijn vleugels gebruikt om een tijdje in de lucht te blijven. Ass-Blasters kunnen deze vlam ook gebruiken om voorwerpen of barricades weg te branden.
Net als Shriekers zien Ass-Blasters middels een hittesensor op hun hoofd.

## Jagen en intelligentie
Ass-Blasters jagen zoals roofvogels. Vanuit de lucht sporen ze prooien op de grond op. Hun hittesensors hebben een groter bereik dan die van Shriekers. Bovendien is hun infraroodbeeld van de wereld gedetailleerder dan dat van een Shrieker. Indien ze een prooi zien, vallen ze deze vanuit de lucht aan.
Ass-Blasters zijn net als Graboids en Shriekers behoorlijk intelligent en in staat te leren van elkaars fouten.

## Zwakke plekken
Ass-Blasters kunnen niet tegen overmatig eten. Daar waar Shriekers zich voortplanten door veel te eten, belanden Ass-Blasters in een soort coma wanneer ze te veel voedsel krijgen. Op deze manier werd in de derde film een Ass-Blaster gevangen. De reden waarom ze niet tegen zoveel eten kunnen is niet bekend.
De uiterst brandbare chemicaliën in hun lichaam vormen ook een zwakke plek. In de derde film worden een aantal Ass-Blasters gedood door brandende pijlen in hun lichamen te schieten en het mengsel binnenin de Ass-Blaster te laten ontbranden.
Net als Shriekers kunnen Ass-Blasters worden afgeleid met voorwerpen die veel warmte uitstralen, en besteden ze geen aandacht aan koude voorwerpen.

## Levenscyclus
Nadat een Shrieker 12 tot 24 uur oud is ondergaat hij een transformatie tot Ass-Blaster. Ass-Blasters kunnen enige jaren leven (een Ass-Blaster die in de derde film aan Siegfried & Roy werd verkocht was nog in leven in de televisieserie, die zich twee jaar later afspeelt).
Elke Ass-Blaster draagt een Graboid-ei bij zich in zijn lichaam. Omdat ze al vliegend grote afstanden afleggen, kunnen ze de Graboid-eieren zo over een groot gebied verspreiden. Nadat een Ass-Blaster sterft, zal het ei bewaard blijven en onder de goede omstandigheden uitkomen.